# Fritz von Weizsäcker
Fritz Eckard Freiherr von Weizsäcker (* 20. Juli 1960 in Essen; † 19. November 2019 in Berlin) war ein deutscher Mediziner. Seine Fachgebiete waren Innere Medizin und Gastroenterologie. In seinen Veröffentlichungen widmete er sich insbesondere der Behandlung von Hepatitis B und Hepatitis C. Von 2005 bis zu seiner Ermordung war er Chefarzt für den Bereich Innere Medizin I der Schlosspark-Klinik in Berlin.

## Leben

### Familie und Ausbildung
Fritz von Weizsäcker entstammte dem pfälzisch-württembergischen Geschlecht Weizsäcker. Er war das jüngste von vier Kindern des späteren Bundespräsidenten Richard von Weizsäcker (1920–2015) und dessen Ehefrau Marianne, geb. von Kretschmann (* 1932), und der Bruder von Robert K. von Weizsäcker, Andreas von Weizsäcker und Beatrice von Weizsäcker.
Fritz von Weizsäcker verbrachte seine Kindheit in Ingelheim am Rhein und Bonn, wo er am Friedrich-Ebert-Gymnasium das Abitur bestand. Von 1979 bis 1987 absolvierte von Weizsäcker ein Studium der Humanmedizin an der Universität Bonn und der Universität Heidelberg. Er nahm 1983 an der Sommerakademie am Weizmann-Institut für Wissenschaften in Rechovot (Israel) teil. Ein Praktisches Jahr in den USA führte ihn 1987 an die Mayo Medical School in Rochester (Minnesota), an das MD Anderson Hospital in Houston (Texas) an das Boston City Hospital (Boston University, Boston) und an das Brigham and Women’s Hospital (Harvard Medical School, Boston). Von 1983 bis 1986 nahm er am Ph.D.-Programm am Europäischen Laboratorium für Molekularbiologie in Heidelberg teil. Er wurde 1988 mit der Arbeit Temperatursensitive Mutanten der Onkogene v-mil und v-myc, ein Beitrag zur Pathogenität des Hühnerleukämievirus MH 2 und der Note „summa cum laude“ promoviert und bestand das Dritte Staatsexamen in Heidelberg mit der Approbation als Arzt. Die Habilitation für das Fach „Innere Medizin“ folgte 1997 mit der Arbeit Molekulare antivirale Strategien: Therapie der Hepatitis B Virus Infektion mit Antisense Oligodesoxyribonukleotiden, Ribozymen und dominant negativen Proteinen an der Universität Freiburg, 1998 wurde er Facharzt für Innere Medizin und Facharzt für Gastroenterologie.
Von Weizsäcker war Vater von vier Kindern. Seit 2012 war er geschieden. Zuletzt lebte er zusammen mit seiner Lebensgefährtin, der Ärztin Daniela Kielkowski, sowie deren Kindern in Berlin-Zehlendorf.

### Berufliche Tätigkeit
Von 1987 bis 1990 arbeitete Weizsäcker als Assistenzarzt im Universitätsklinikum Freiburg. Danach war er bis 1992 Post-Doktorand im Massachusetts General Hospital und in der Harvard Medical School, Boston (USA), und bekleidete anschließend bis 1994 eine Stelle als Assistenzarzt am Universitätsspital Zürich. Von 1994 bis 1998 arbeitete er als Assistenzarzt an der Medizinischen Universitätsklinik Freiburg. Anschließend war er bis 2003 dort Klinischer Oberarzt, danach, bis 2005, Leitender Oberarzt und Stellvertretender Ärztlicher Direktor. 2003 wurde er Professor für Innere Medizin an der Universität Freiburg.
Weizsäcker war seit dem 1. Juli 2005 Chefarzt der Inneren Abteilung der Schlosspark-Klinik Berlin.

### Tod durch Attentat

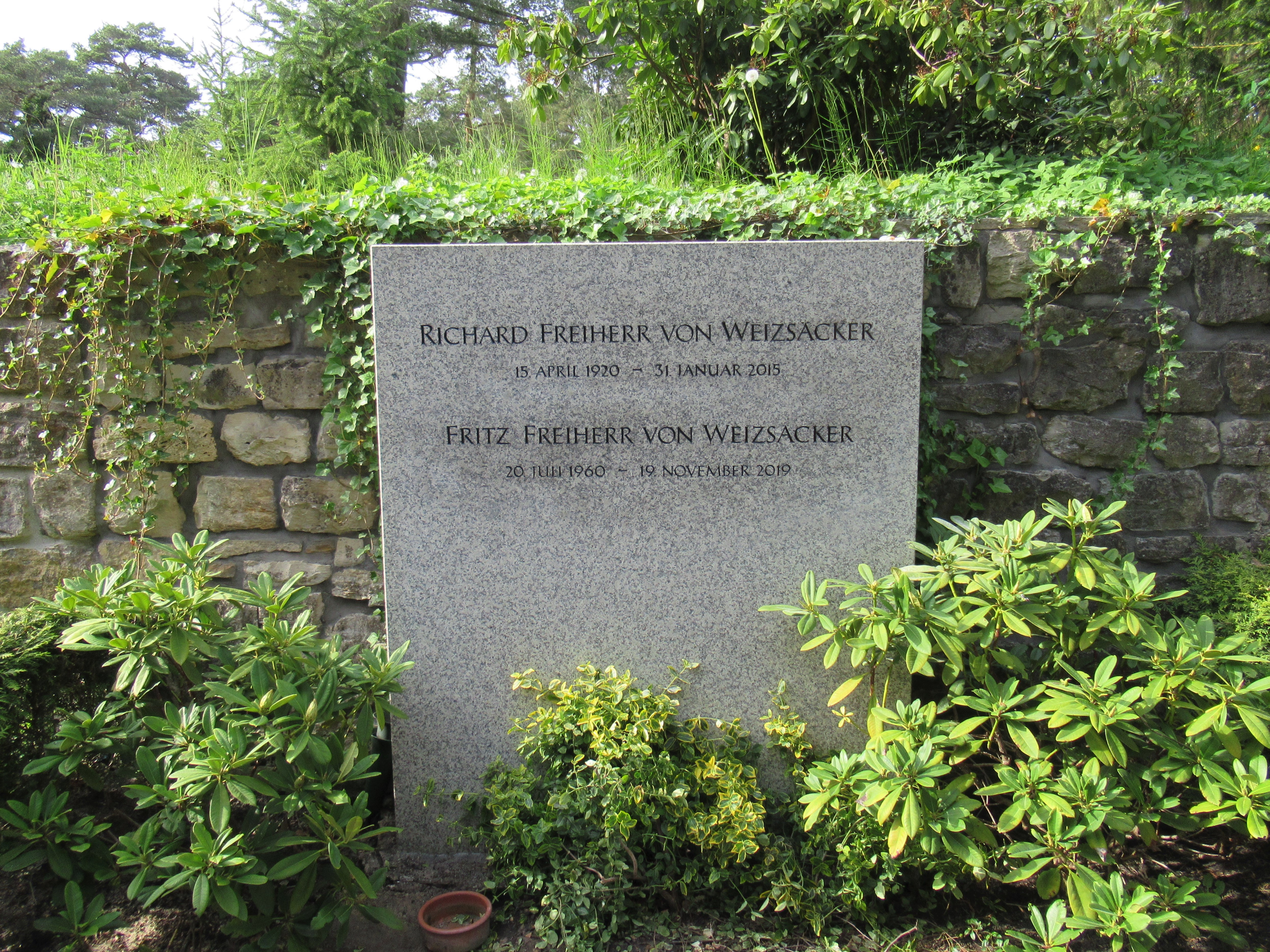
Grabstein für Richard und Fritz von Weizsäcker auf dem Waldfriedhof Dahlem

Am Abend des 19. November 2019 wurde Fritz von Weizsäcker in den Räumen der Schlosspark-Klinik am Ende eines von ihm gehaltenen öffentlichen Vortrags von dem psychisch erkrankten Gregor S. durch einen gezielten Messerstich in den Hals getötet. Ein nicht im Dienst befindlicher Polizist eilte zu Hilfe, entwaffnete den Täter und wurde dabei schwer verletzt. Die Staatsanwaltschaft Berlin ging bei dem Motiv von einer „wahnbedingten allgemeinen Abneigung“ gegen die Familie von Weizsäcker aus; zuvor hatte der Täter bereits versucht, Richard von Weizsäcker umzubringen.
Der Angreifer wurde auf Antrag der Staatsanwaltschaft in ein psychiatrisches Krankenhaus gebracht. Im Juli 2020 wurde er vom Landgericht Berlin wegen Mordes bei einer verminderten Schuldfähigkeit zu 12 Jahren Freiheitsstrafe verurteilt. Zudem wurde die Unterbringung in einer psychiatrischen Klinik angeordnet; dort wurde er am 18. April 2022 tot aufgefunden.
Fritz von Weizsäcker wurde am 2. Dezember 2019 im Grab seines Vaters auf dem Waldfriedhof Dahlem beigesetzt.

## Mitgliedschaften und Ehrungen
Fritz von Weizsäcker war Vorstandsmitglied der Gesellschaft für Gastroenterologie und Hepatologie in Berlin und Brandenburg e. V., des Vereins Gesundheitsstadt Berlin e. V. und der Victor von Weizsäcker Gesellschaft. Er erhielt 2008 ein Ehrendoktorat der Universität Woronesch.
Er war seit 2009 Mitglied der Freien Demokratischen Partei.

## Veröffentlichungen (Auswahl)
- Temperatursensitive Mutanten der Onkogene v-mil und v-myc. Ein Beitrag zur Pathogenität des Hühnerleukämievirus MH 2. (Heidelberg, Univ., Diss., 1988).
- Molekulare antivirale Strategien. Therapie der Hepatitis B Virus Infektion mit Antisense Oligodesoxyribonukleotiden, Ribozymen und dominant negativen Proteinen. (Freiburg (Breisgau), Univ., Habil.-Schr., 1997).
- mit Michael Roggendorf (Hrsg.): Models of viral hepatitis, Reihe Monographs in virology, Volume 25. Karger, Basel 2005, ISBN 3-8055-7809-1.
- mit Wolf-Bernhard Offensperger: Molecular diagnosis and gene therapy, im Rahmen des Falk Symposiums 88, 1995, Freiburg 1996, ISBN 3-929713-34-9

Darüber hinaus veröffentlichte er zahlreiche Fachaufsätze.